# أرمان تساروكيان
أرمان نيروفيتش تساروكيان (بالأرمنية: Արման Ծառուկյան؛ مواليد 11 أكتوبر 1996) هو مُقاتل فنون قتالية مختلطة أرمني روسي. يُنافس حاليًا في فئة الوزن الخفيف في يو إف سي. اعتبارًا من 16 أبريل 2024، يحتل المركز الأول في تصنيفات يو إف سي للوزن الخفيف.

## الخلفية
ولد تساروكيان لعائلة أرمينية تعيش في بلدة صغيرة في جورجيا، بالقرب من الحدود الأرمنية. والد أرمان، نيري تساروكيان، رجل أعمال يعمل في مجال البناء. الأم هي أناهيت هاكوبيان. أرمان لديه أيضًا أخ أكبر وأخت أصغر. انتقلت العائلة إلى روسيا عندما كان أرمان يبلغ من العمر ثلاث سنوات للبحث عن فرص أفضل في الحياة.
في شبابه، بدأ تساروكيان المصارعة الحرة وحقق أداءً جيدًا في هذه الرياضة، لكنه اهتم بهوكي الجليد لاحقًا واستمر في لعبها لمدة عشر سنوات. عندما اقترب أرمان من سن البلوغ، اضطر إلى التوقف عن لعبة الهوكي لمساعدة والده في العمل في البناء.

## مسيرته في فنون القتال المختلطة

### مسيرته المبكرة
ظهر تساروكيان لأول مرة في فنون القتال المختلطة في 25 سبتمبر 2015 ضد شامل أولوخانوف وفاز بالضربة الفنية القاضية في الجولة الأولى. خسر نزاله التالي ضد ألكسندر بيليخ بالضربة القاضية في الجولة الأولى. واصل أرمان القتال في منظمات للفنون القتالية المختلطة في روسيا وآسيا، وفاز في نزالاته الـ12 التالية بـ9 إنهاءات، بما في ذلك انتصاره بالإخضاع في الجولة الأولى ضد بيليخ للانتقام من خسارته الأولى. قام بتجميع رصيد مكون من 13–1 قبل توقيع عقد رباعي القتال مع يو إف سي.

### يو إف سي
ظهر تساروكيان لأول مرة في يو إف سي ضد إسلام ماخاشيف، أحد شركاء التدريب الرئيسيين لحبيب نورمحمدوف، في 20 أبريل 2019 في حدث يو إف سي ليلة القتال: أوفريم ضد أولينيك. لقد كان النزال سريع الخطى وشهد تبادلات مصارعة رفيعة المستوى، وخسر تساروكيان النزال بقرار إجماعي. أكسبه هذه النزال مكافأة قتال الليلة.
واجه أوليفييه أوبين ميرسييه في 27 يوليو 2019 في يو إف سي 240 وفاز بالقتال بقرار إجماعي.
كان من المتوقع أن يواجه تساروكيان دافي راموس في 11 أبريل 2020 في حدث يو إف سي ليلة القتال: أوفريم ضد هاريس. بسبب جائحة فيروس كورونا، تم تأجيل الحدث في النهاية. انتقل النزال في النهاية إلى يو إف سي ليلة القتال 172 في 19 يوليو 2020. وفاز بالقتال بقرار إجماعي.
كان من المتوقع أن يواجه تساروكيان نصرت حقبرست في 24 يناير 2021. في يو إف سي 257. ومع ذلك، في يوم الميزان، انسحب حقبرست من القتال بسبب المرض. نتيجة لذلك، تفاوضت المنظمة على نزال بين تساروكيان ومات فريفولا. بعد ذلك، خسر تساروكيان 20% من محفظته نتيجة إخفاقه بالوزن، والتي ذهبت إلى فريفولا. فاز تساروكيان بالقتال بقرار إجماعي.
واجه تساروكيان كريستوس جياجوس في 18 سبتمبر 2021 في يو إف سي ليلة القتال 192. وفاز بالقتال عن طريق الضربة الفنية القاضية في الجولة الأولى. أكسبه هذا الفوز مكافأة أداء الليلة.
باعتباره النزال الأول من عقده الجديد المكون من أربع قتال، واجه تساروكيان جويل ألفاريز في 26 فبراير 2022 في يو إف سي ليلة القتال 202. فاز بالنزال عن طريق الضربة الفنية القاضية في الجولة الثانية. كما حصل على مكافأة أداء الليلة للمرة الثانية على التوالي.
واجه تساروكيان ماتيوز غامروت في 25 يونيو 2022 في حدث يو إف سي على إي إس بي إن 38. وخسر النزال المختلف على نتيجته بقرار إجماعي. سجلت 15 وسيلة إعلامية من أصل 22 وسيلة إعلامية النزال لصالح تساروكيان. حصل كلا المقاتلين على مكافأة قتال الليلة.
في النزال الأول من عقده الجديد المكون من أربع نزالات، واجه تساروكيان دامير إسماجولوف في 17 ديسمبر 2022 في يو إف سي ليلة القتال 216. وفاز بالقتال بقرار إجماعي.
كان من المقرر أن يواجه تساروكيان ريناتو مويكانو في 29 أبريل 2023، في يو إف سي على إي إس بي إن: سونغ ضد سيمون. إلا أن مويكانو انسحب بسبب الإصابة وتم سحب تساروكيان من البطاقة أيضًا.
واجه تساروكيان يواكيم سيلفا في 17 يونيو 2023 في حدث يو إف سي على إي إس بي إن 47. وفاز بالقتال عن طريق الضربة الفنية القاضية في الجولة الثالثة.

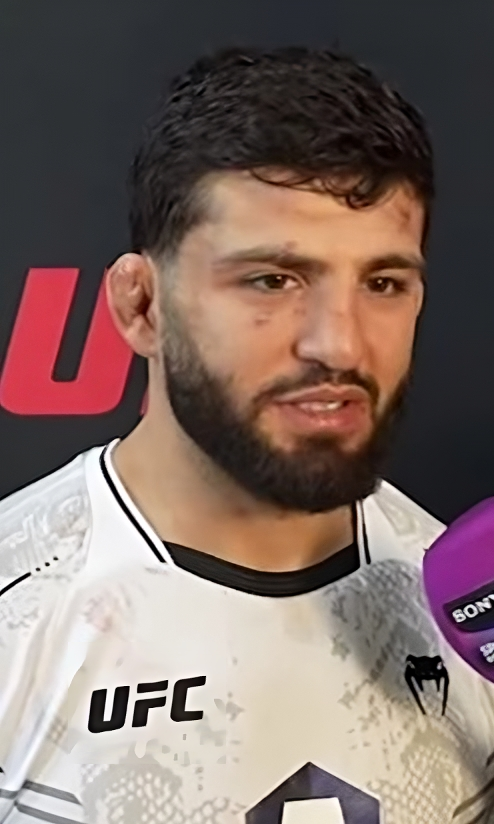
تساروكيان في 2024

واجه تساروكيان بينيل داريوش في 2 ديسمبر 2023، في الحدث الرئيسي في لحدث يو إف سي على إي إس بي إن 52. في 64 ثانية فقط فاز بهذه النزال عن طريق الضربة القاضية في الجولة الأولى بسبب ركبة في الرأس تلتها اللكمات. أكسبه هذا النزال مكافأة أداء الليلة.
واجه تساروكيان بطل يو إف سي للوزن الخفيف السابق تشارلز أوليفيرا في 13 أبريل 2024 في يو إف سي 300. فاز بالنزال عن طريق قرار القضاة بالانقسام بعد أن نجا من عدة محاولات إخضاع من أوليفيرا.
كان من المقرر أن يواجه تساروكيان إسلام ماخاشيف في نزال العودة على لقب بطولة يو إف سي للوزن الخفيف في 18 يناير 2025 في يو إف سي 311. ومع ذلك، انسحب تساروكيان من القتال قبل يوم واحد من الحدث، مشيرًا إلى إصابة في الظهر تعرض لها أثناء إنقاص الوزن.

## مسيرته في التصارع
فاز تساروكيان بفئة الوزن المتوسط المحترف في ناغا لوس أنجلوس في 1 أكتوبر 2023، بعد أن أخضع جميع خصومه الثلاثة.

## حياته الشخصية
في 19 أبريل 2019، تزوج أرمان من الفتاة ميلينا، وفي بداية عام 2020 أصبح أبًا، وأنجب ابنة سماها على اسم والدته. وفي عام 2022 ولدت ابنته الثانية.

## الجدل

### مشاجرة في يو إف سي 300
قبل قتال تشارلز أوليفيرا في حدث يو إف سي 300، بدا أن تساروكيان ضرب أحد الجماهير أثناء سيره إلى المثمن. قال دانا وايت بعد يو إف سي 300 إنه كان قلقًا من أن تواجه الشركة إجراءات قانونية من المشجع المعني. لكن لم يواجه تساروكيان ويو إف سي أي إجراء قانوني. ومع ذلك، اجتمعت لجنة ولاية نيفادا الرياضية مع تساروكيان في 30 أبريل 2024 لمناقشة الحادث. وقرروا حجب 20% من محفظته القتالية (31،600 دولار من 158،000 دولار).
في 25 يونيو 2024، أُعلن عن تغريم تساروكيان 25،000 دولار وحظره من المنافسة لمدة تسعة أشهر، مما يجعله مؤهلاً للمنافسة في 12 يناير 2025 ما لم يقم بإعلان خدمة عامة معتمد من لجنة ولاية نيويورك الرياضية لمكافحة التنمر، مما يقلل الإيقاف إلى ستة أشهر، مما يجعله مؤهلاً للمنافسة في 12 أكتوبر 2024.

## البطولات والإنجازات

### سجل فنون القتال المختلطة
- يو إف سي
  - قتال الليلة (مرتين) ضد إسلام ماخاشيف وماتيوز غامروت[19][39]
  - أداء الليلة (ثلاث مرات) ضد كريستوس جياجوس، جويل ألفاريز، وبينيل داريوش[31][35][49]

## سجل فنون القتال المختلطة
| السجل المهني |        |         |
| 25 نزال      | 22 فوز | 3 خسارة |
| ضربة قاضية   | 9      | 1       |
| إخضاع        | 5      | 0       |
| قرار القضاة  | 8      | 2       |

| النتيجة | السجل | الخصم                  | الطريقة                                             | الحدث                                                       | التاريخ        | الجولة | الوقت | المكان                              | الملاحظات                                               |
| ------- | ----- | ---------------------- | --------------------------------------------------- | ----------------------------------------------------------- | -------------- | ------ | ----- | ----------------------------------- | ------------------------------------------------------- |
| فاز     | 22–3  | تشارلز أوليفيرا        | قرار القضاة (بالانقسام)                             | يو إف سي 300                                                | 13 أبريل 2024  | 3      | 5:00  | لاس فيغاس، نيفادا، الولايات المتحدة | الفائز سيُقاتل على لقب بطولة يو إف سي للوزن الخفيف.      |
| فاز     | 21–3  | بينيل داريوش           | ضربة قاضية (لكمة)                                   | يو إف سي ليلة القتال: داريوش ضد تساروكيان                   | 3 ديسمبر 2023  | 1      | 1:04  | أوستن، تكساس، الولايات المتحدة      |                                                         |
| فاز     | 20–3  | يواكيم سيلفا           | ضربة فنية قاضية (باللكمات)                          | يو إف سي على إي إس بي إن: فيتوري ضد كانونير                 | 17 يونيو 2023  | 3      | 3:25  | لاس فيغاس، نيفادا، الولايات المتحدة |                                                         |
| فاز     | 19–3  | دامير إسماجولوف        | قرار القضاة (بالإجماع)                              | يو إف سي ليلة القتال: كانونير ضد ستريكلاند                  | 17 ديسمبر 2022 | 3      | 5:00  | لاس فيغاس، نيفادا، الولايات المتحدة |                                                         |
| خسر     | 18–3  | ماتيوز غامروت          | قرار القضاة (بالإجماع)                              | يو إف سي على إي إس بي إن: تساروكيان ضد غامروت               | 25 يونيو 2022  | 5      | 5:00  | لاس فيغاس، نيفادا، الولايات المتحدة | قتال الليلة.                                            |
| فاز     | 18–2  | جويل ألفاريز           | ضربة فنية قاضية (باللكمات)                          | يو إف سي ليلة القتال: ماخاشيف ضد غرين                       | 26 فبراير 2022 | 2      | 1:57  | لاس فيغاس، نيفادا، الولايات المتحدة | أداء الليلة.                                            |
| فاز     | 17–2  | كريستوس جياجوس         | ضربة فنية قاضية (باللكمات)                          | يو إف سي ليلة القتال: سميث ضد سبان                          | 18 سبتمبر 2021 | 1      | 2:09  | لاس فيغاس، نيفادا، الولايات المتحدة | أداء الليلة.                                            |
| فاز     | 16–2  | مات فريفولا            | قرار القضاة (بالإجماع)                              | يو إف سي 257                                                | 24 يناير 2021  | 3      | 5:00  | أبو ظبي، الإمارات العربية المتحدة   | نزال في وزن غير محدد (157 رطلاً)؛ غاب تساروكيان باللوزن. |
| فاز     | 15–2  | دافي راموس             | قرار القضاة (بالإجماع)                              | يو إف سي ليلة القتال: فيغيريدو ضد بينافيدز 2                | 18 يوليو 2020  | 3      | 5:00  | أبو ظبي، الإمارات العربية المتحدة   |                                                         |
| فاز     | 14–2  | أوليفييه أوبين ميرسييه | قرار القضاة (بالإجماع)                              | يو إف سي 240                                                | 27 يوليو 2019  | 3      | 5:00  | إدمونتون، ألبرتا، كندا              |                                                         |
| خسر     | 13–2  | إسلام ماخاشيف          | قرار القضاة (بالإجماع)                              | يو إف سي ليلة القتال: أوفريم ضد أولينيك                     | 20 أبريل 2019  | 3      | 5:00  | سانت بطرسبرغ، روسيا                 | قتال الليلة.                                            |
| فاز     | 13–1  | فيليبي أوليفييري       | ضربة قاضية (ركلة رأس)                               | الدوري إس-70: بلوتفورما إس-70 2018                          | 22 أغسطس 2018  | 3      | 1:25  | سوتشي، روسيا                        |                                                         |
| فاز     | 12–1  | جونيور أسونساو         | قرار القضاة (بالإجماع)                              | إم إف بي 220/كيه إل إف: قتال كونلون ضد قتال بانكريشن الحديث | 26 مايو 2018   | 3      | 5:00  | خاباروفسك، روسيا                    | دافع عن لقب بطولة إف إي إم إف بي للوزن الخفيف.          |
| فاز     | 11–1  | هيوشن وو               | ضربة فنية قاضية (ركلة خلفية دوّارة على الجسم ولكمات) | بطولة آلهة الحرب العالمية إم إم إيه                         | 24 مارس 2018   | 3      | 0:31  | بكين، الصين                         |                                                         |
| فاز     | 10–1  | تاكينوري ساتو          | قرار القضاة (بالإجماع)                              | إم إف بي 214: كأس المحافظ 2017                              | 2 ديسمبر 2017  | 3      | 5:00  | خاباروفسك، روسيا                    | فاز بلقب بطولة إف إي إم إف بي للوزن الخفيف.             |
| فاز     | 9–1   | كيم كيون جي بيو        | قرار القضاة (بالإجماع)                              | رود إف سي 043                                               | 28 أكتوبر 2017 | 3      | 5:00  | سول، كوريا الجنوبية                 |                                                         |
| فاز     | 8–1   | مارسيو برينو           | إخضاع (خنق خلفي عاري)                               | الدوري إس-70: بلوتفورما إس-70 2017                          | 8 أغسطس 2017   | 1      | 2:54  | سوتشي، روسيا                        | العودة للوزن الخفيف.                                    |
| فاز     | 7–1   | نظام الدين رمضانوف     | إخضاع (خنق خلفي عاري)                               | إم إف بي 209: كأس عمدة المدينة 2017                         | 13 مايو 2017   | 1      | 2:27  | خاباروفسك، روسيا                    | أول ظهور في وزن الريشة.                                 |
| فاز     | 6–1   | غوستافو ورليتزر        | إخضاع (خنق خلفي عاري)                               | أو إف إس 11: إحساس قتال المثمن 11                           | 4 مارس 2017    | 1      | 3:22  | موسكو، روسيا                        |                                                         |
| فاز     | 5–1   | ألكسندر بيليخ          | إخضاع (خنق المقصلة)                                 | إم إف بي: روبيكون الشرقية 2                                 | 10 ديسمبر 2016 | 1      | 2:51  | خاباروفسك، روسيا                    |                                                         |
| فاز     | 4–1   | ديمتري شكرابي          | ضربة فنية قاضية (باللكمات)                          | إم إف بي 204: بطولة بانكريشن الدولية                        | 5 نوفمبر 2016  | 1      | 2:21  | فلاديفوستوك، روسيا                  |                                                         |
| فاز     | 3–1   | ألكسندر ميرزكو         | إخضاع (خنق أناكوندا)                                | إم إف بي: كأس المحافظ 2016                                  | 21 أكتوبر 2016 | 2      | 1:28  | بتروبافلوفسك-كامشاتكا، روسيا        |                                                         |
| فاز     | 2–1   | علي خايبولايف          | ضربة قاضية (لكمة)                                   | إم إف بي: كأس الإدارة في بانكريشن الحديثة                   | 6 مايو 2016    | 1      | 0:33  | بتروبافلوفسك-كامشاتكا، روسيا        |                                                         |
| خسر     | 1–1   | ألكسندر بيليخ          | ضربة قاضية (لكمة)                                   | إم إف بي: روبيكون الشرقية                                   | 12 ديسمبر 2015 | 1      | 0:30  | خاباروفسك، روسيا                    |                                                         |
| فاز     | 1–0   | شامل أولوخانوف         | ضربة فنية قاضية (باللكمات)                          | إم إف بي: ليالي الاعتداء على سباسك 2015                     | 25 سبتمبر 2015 | 1      | 2:47  | سابسك-دالني، روسيا                  | أول ظهور في الوزن الخفيف.                               |

## وصلات خارجية
- أرمان تساروكيان على موقع يو إف سي (الإنجليزية)
- أرمان تساروكيان على موقع شيردوغ (الإنجليزية)
- أرمان تساروكيان على موقع Tapology.com (الإنجليزية)
- أرمان تساروكيان على موقع فايت ماتريكس (الإنجليزية)